# 向丘遊園站

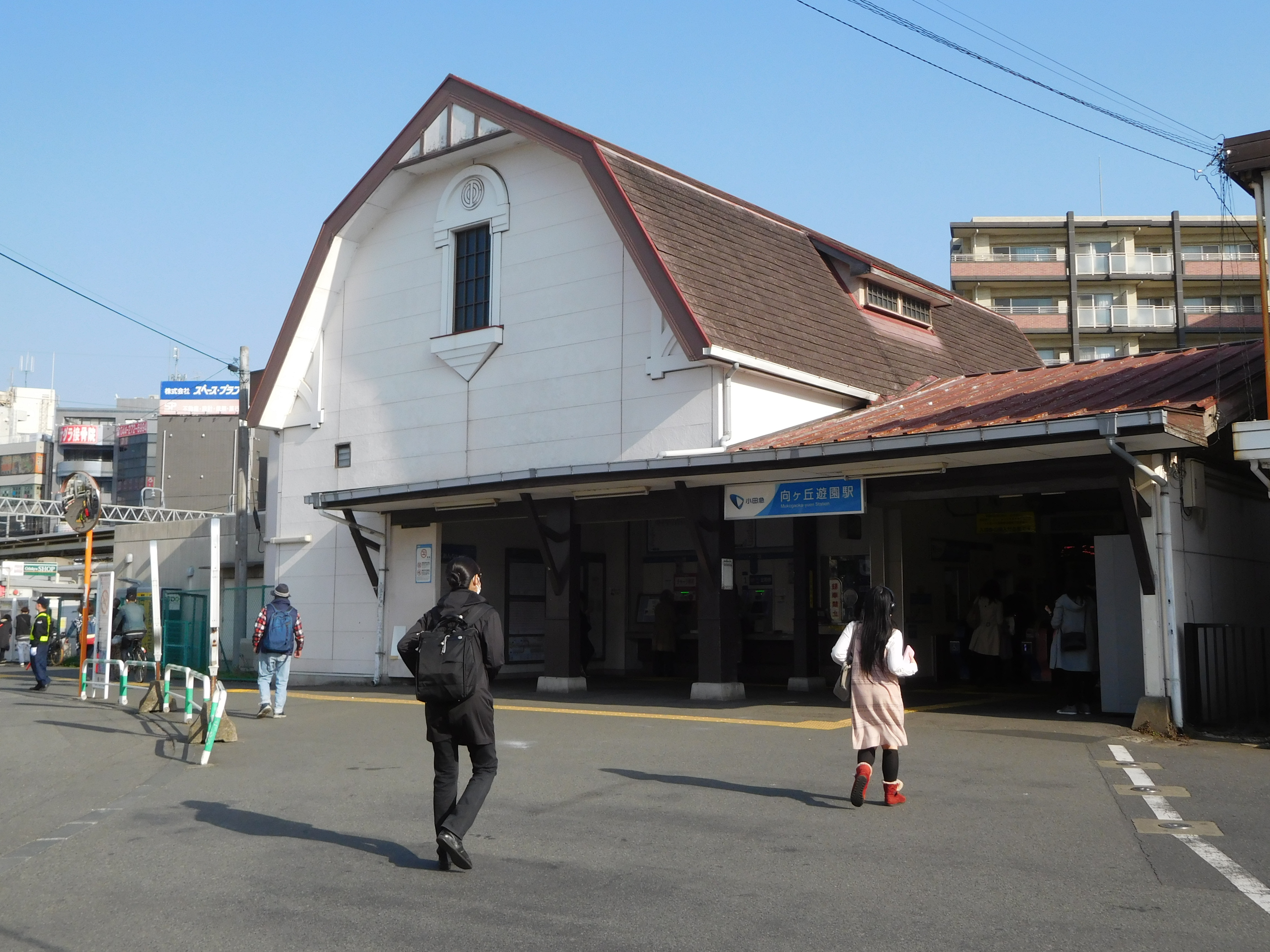
北口（2019年3月20日）

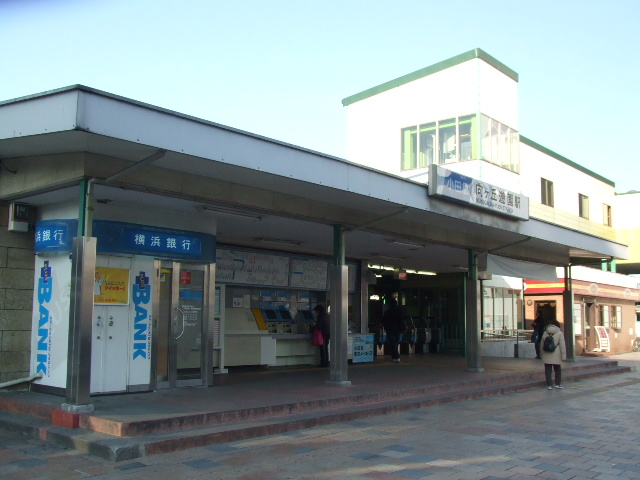
翻新前的南口站舎（2007年1月）

向丘遊園站（日语：／ Mukōgaoka-yūen eki */?）是一個位於神奈川縣川崎市多摩區登戶，屬於小田急電鐵小田原線的鐵路車站。車站編號是OH 19。
周邊地域簡稱此站為「遊園」（ゆうえん）。

## 歷史
- 1927年（昭和2年）

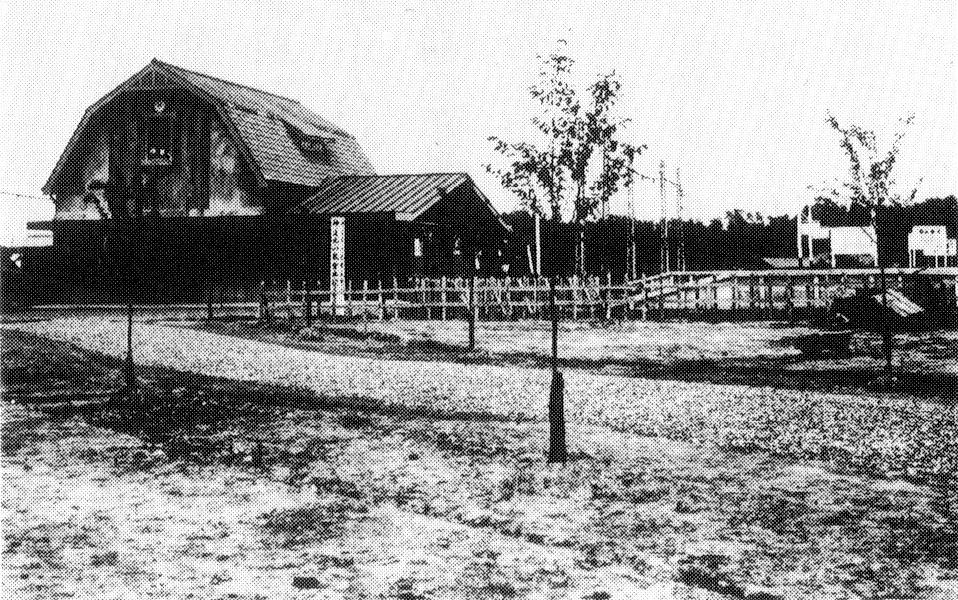
開業當時的車站周邊

  - 4月1日：車站啟用，最初名為稻田登戶站。當時，停靠此站的只有各站停車和直通。各站停車在新宿 - 稻田登戶路段行駛，而直通則由稻田登戶 - 小田原。
  - 6月14日：車站與向丘遊園地（日语：向ヶ丘遊園地）之間豆汽車（日语：小田急向ヶ丘遊園モノレール線）路線啟用。
  - 10月15日：急行開始停靠此站。
- 1938年（昭和13年）10月1日：橘樹郡稻田町（日语：稲田町 (神奈川県)）併入川崎市，車站亦因而劃入川崎市範圍內。
- 1944年（昭和19年）11月：受到日本在太平洋戰爭戰況不利的影響，急行停止服務。
- 1945年（昭和20年）6月：通往小田原的直通停止服務，各站停車於全線通車。
- 1946年（昭和21年）10月1日：準急開始停靠此站。
- 1948年（昭和23年）9月：櫻準急開始停靠此站。
- 1952年（昭和27年）12月：急行再次停靠此站。
- 1955年（昭和30年）
  - 3月25日：通勤急行開始停靠此站。
  - 4月1日：改稱向丘遊園站。
- 1957年（昭和32年）：夏季限定的快速急行開始停靠此站。
- 1960年3月25日：通勤準急開始停靠此站。
- 1964年11月5日：快速準急開始停靠此站。
- 1965年（昭和40年）：與向丘遊園地之間的豆汽車路線停止服務。
- 1966年（昭和41年）
  - 4月23日：向丘遊園單軌線（日语：小田急向ヶ丘遊園モノレール線）全線啟用（向丘遊園 - 向丘遊園正門站）。
  - 6月1日：浪漫特快「相模」開始停靠此站。
- 1972年（昭和47年）4月1日：川崎市成為政令指定都市，車站歸入多摩區範圍，區役所則設於車站的北口附近。
- 2000年（平成12年）2月13日，向丘遊園單軌線全線休止。
- 2001年（平成13年）2月1日：向丘遊園單軌線全線停止服務。
- 2002年（平成14年）
  - 3月23日：湘南急行（日语：湘南急行）開始停靠此站，同日成立的多摩急行（日语：多摩急行）則不停站。
  - 3月31日：向丘遊園地關閉。
- 2004年（平成15年）12月11日：區間準急開始停靠此站。同時，湘南急行停止服務。
- 2011年（平成23年）9月2日：開始使用列車抵站音樂。
- 2014年（平成26年）10月30日：車站西邊南北道路貫通。同時車站的1號平交道停止服務。
- 2016年（平成28年）3月26日：午間時段的多摩急行改為急行，東京地下鐵千代田線、JR常磐線的直通列車在午間時段停靠本站。另外，平日傍晚至夜間，每小時1班直通東京地下鐵千代田線的準急。廢止區間準急。[2]
- 2018年（平成30年）3月：除了浪漫特快，其他特急列車不停靠本站。停靠新設的通勤急行[3]。

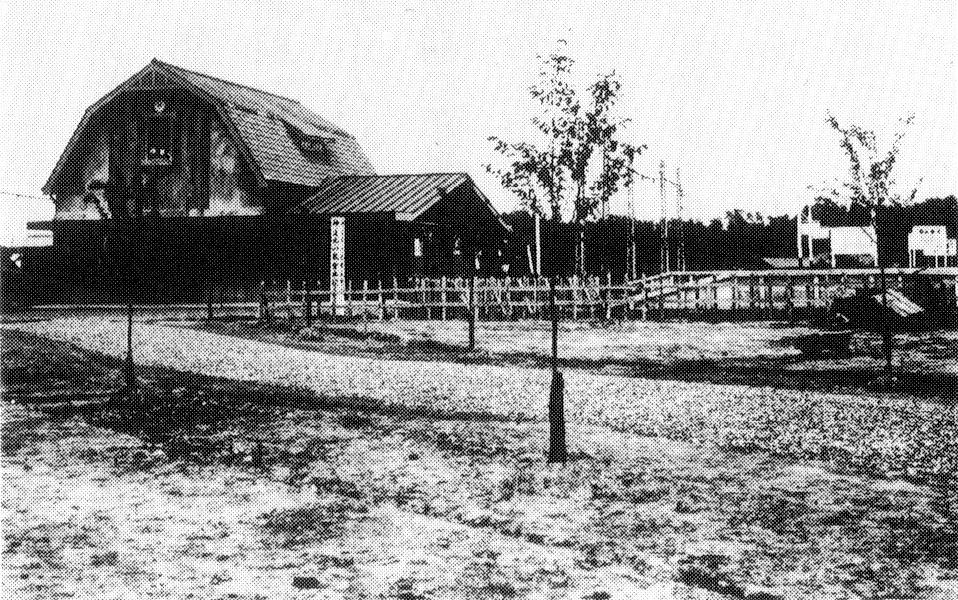
開業當時的站房與周邊
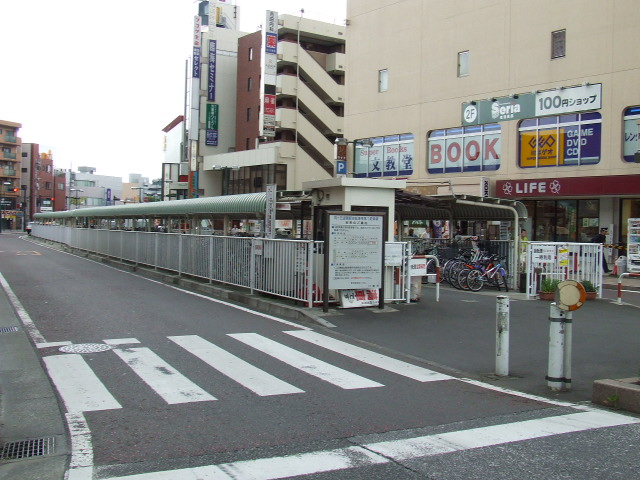
單軌電車車站跡（2007年6月）

### 站名由來
現行站名「向丘遊園」是來自於附近2002年閉園的遊樂園「向丘遊園」。最初開站的站名為「稻田登戶」。地方居民多稱為「向丘」或「遊園」。
雖然向丘遊園已閉園，但站名仍持續使用
。
另外，舊站名「稻田登戶」（いなだのぼりと）是來自於開站當時的本地地名「稻田村大字登戶」。之後稻田村（後稻田町）於1938年併入川崎市。

## 車站結構
島式月台2面4線的地面車站。小田原側有拖上線，直行可至急行線3號月台，左彎可進入緩行線4號月台。另外，上行本線前至本站時，直行將進入拖上線連結4號月台的線路，往右則進入拖上線連結3號月台的線路。因此上行列車進入3號月台時，受到轉轍器的速度限制，不停本站的浪漫特快、快速急行、多摩急行只能以低速通過。
出入口分為北口與南口兩處。北口站房採用復折式屋頂，與開業當初的新原町田站（現町田站）、本厚木站、大秦野站（現秦野站）、新松田站同一類型。另外，現在站房的梁柱多使用廢棄的軌條作為材料。
2009年3月，本站的3線化完成。上行列車可利用上述的轉轍器切換至急行線（3號月台）或緩行線（4號月台）。除部分列車以外，緩急接續都在相鄰的登户站實施。

### 月台配置
| 月台 | 路線     | 方向（路線）   | 目的地                 |
| ---- | -------- | -------------- | ---------------------- |
| 1、2 | 小田原線 | 下行           | 小田原、片瀨江之島方向 |
| 3    | 小田原線 | 上行（急行線） | 新宿、千代田線方向     |
| 4    | 小田原線 | 上行（緩行線） | 新宿、千代田線方向     |

※下行東北澤至登戶間、上行向丘遊園至東北澤間，急行線、緩行線原則上依下述方式使用。
〔急行線〕
 □浪漫特快、■快速急行、■通勤急行、■急行，以及成城學園前站至經堂站間的□通勤準急。
〔緩行線〕
■準急、■各站停車，以及上述區間以外的□通勤準急。
2016年3月26日改點後，午間時段直通東京地下鐵千代田線、JR常磐線的班次增加至一小時三班（間隔20分鐘）。早晨尖峰時刻的同方向準急與傍晚尖峰時刻往本厚木的準急停靠本站。
下行線2線化區間僅至登戶站，因此下行1號月台為待避月台，2號月台為主本線。另一方面，本站 - 登戶站間的上行線2線化前，4號月台為待避線，之後線形改為拖上線接續3號月台，上行本線接續4號月台，早晨尖峰時刻可見3號月台停靠各停（主要為始發班次）、4號月台停靠急行的交互發車形式。

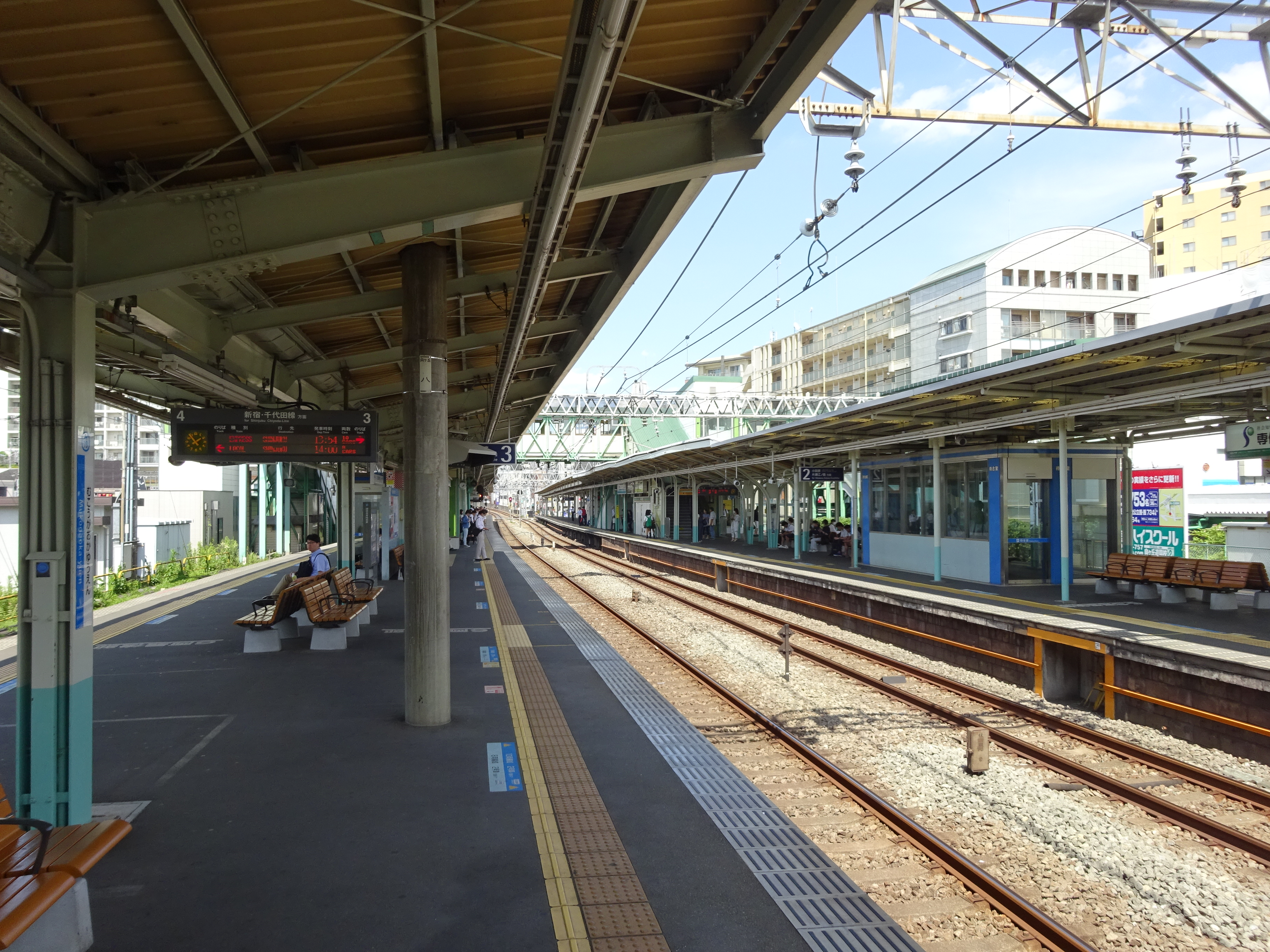
月台（2017年6月）

1號、4號月台在夜間會留置8輛編組車輛。

### 站內設備
- 各站房、月台間有天橋連結。剪票口外小田原側在2014年10月30日啟用連通南北的地下連絡通道。
- 各月台小田原側設有附空調的候車室。
- 月台設有許多長凳。
- 廁所在南口側。
- 電梯共有四座，連結北口站房、南口站房、上行月台、下行月台與天橋。
- 站內無電扶梯。

### 進站音樂
2011年9月3日，為紀念多摩區內的藤子·F·不二雄博物館開館，作為博物館最近站的本站與登戶站使用藤子·F·不二雄原作動畫作品主題曲作為進站音樂。上行月台為《哆啦A夢》主題曲《哆啦A夢之歌》，下行月台為《齊天烈大百科》主題曲《はじめてのチュウ》。這是小田急自採用《超人力霸王》主題曲的祖師谷大藏站、採用生物股長樂曲的海老名站及本厚木站後的第3例。

## 使用情況
2017年度1日平均上下車人次為67,522人。小田急電鐵全部70個車站當中排名第17位。
1日平均上下車人次與上車人次變化如下表。
| 年度               | 1日平均 上下車人次 | 1日平均 上車人次 | 來源     |
| ------------------ | ------------------ | ---------------- | -------- |
| 1928年（昭和03年） | 988                |                  |          |
| 1930年（昭和05年） | 977                |                  |          |
| 1935年（昭和10年） | 1,132              |                  |          |
| 1940年（昭和15年） | 2,968              |                  |          |
| 1946年（昭和21年） | 6,549              |                  |          |
| 1950年（昭和25年） | 6,363              |                  |          |
| 1955年（昭和30年） | 10,152             |                  |          |
| 1960年（昭和35年） | 15,895             |                  |          |
| 1965年（昭和40年） | 37,403             |                  |          |
| 1970年（昭和45年） | 48,620             |                  |          |
| 1975年（昭和50年） | 60,041             |                  |          |
| 1980年（昭和55年） | 63,871             |                  |          |
| 1985年（昭和60年） | 63,034             |                  |          |
| 1990年（平成02年） | 70,457             |                  |          |
| 1991年（平成03年） | 71,254             |                  |          |
| 1995年（平成07年） | 67,963             | 33,592           | [ * 1 ]  |
| 1996年（平成08年） |                    | 33,154           |          |
| 1997年（平成09年） |                    | 33,372           |          |
| 1998年（平成10年） |                    | 33,174           | [ * 2 ]  |
| 1999年（平成11年） |                    | 32,594           | [ * 3 ]  |
| 2000年（平成12年） | 63,106             | 31,978           | [ * 3 ]  |
| 2001年（平成13年） |                    | 32,054           | [ * 4 ]  |
| 2002年（平成14年） | 61,640             | 31,066           | [ * 5 ]  |
| 2003年（平成15年） | 61,365             | 30,960           | [ * 6 ]  |
| 2004年（平成16年） | 61,424             | 30,912           | [ * 7 ]  |
| 2005年（平成17年） | 60,741             | 30,483           | [ * 8 ]  |
| 2006年（平成18年） | 60,622             | 30,397           | [ * 9 ]  |
| 2007年（平成19年） | 62,463             | 31,300           | [ * 10 ] |
| 2008年（平成20年） | 64,306             | 32,238           | [ * 11 ] |
| 2009年（平成21年） | 64,166             | 32,140           | [ * 12 ] |
| 2010年（平成22年） | 64,199             | 32,148           | [ * 13 ] |
| 2011年（平成23年） | 64,180             | 32,110           | [ * 14 ] |
| 2012年（平成24年） | 64,385             | 32,194           | [ * 15 ] |
| 2013年（平成25年） | 65,515             | 32,767           | [ * 16 ] |
| 2014年（平成26年） | 64,411             | 32,204           | [ * 17 ] |
| 2015年（平成27年） | 65,774             | 32,901           | [ * 18 ] |
| 2016年（平成28年） | 66,684             | 33,318           | [ * 19 ] |
| 2017年（平成29年） | 67,522             |                  |          |

作為川崎市北部地域的行政中心，是新宿所見之「近郊區間」的西限，加上向丘遊園的存在，使得本站在小田急線中佔有一席之地。但隨著川崎市內多摩丘陵的開發與多摩新市鎮的建設（多摩線開業），人口結構產生變化，加上向丘遊園閉園，急行班次減少及多摩急行與浪漫特快不停靠，便利性不足。現在，午間時段每小時有三班本站始發的千代田線直通準急列車，平日早晨通勤時段有通勤急行與通勤準急運行，已明顯改善便利性。

## 車站周邊

### 北口
- 川崎市多摩區總合廳舍（多摩區役所）（步行5分）
- 多摩警察署（日语：多摩警察署）（步行10分）
- 川崎市多摩消防署（步行10分）
- 登戶郵便局（日语：登戸郵便局）（附設郵貯銀行登戶店）
- 橫濱銀行登戶支店
- 八千代銀行（日语：八千代銀行）登戶支店（步行3分）
- 向丘遊園[東急Store（日语：東急ストア）（步行1分）
- 川崎市立登戶小學校（步行12分）
- 丸山教（日语：丸山教）本廳（步行5分）
- 東京都道·神奈川縣道3號世田谷町田線（日语：東京都道・神奈川県道3号世田谷町田線）（津久井道）

#### 巴士路線
站前的巴士站可搭乘川崎市交通局、神奈川中央交通（相模神奈交巴士）、小田急巴士路線。小田急巴士在圓環內，川崎市巴士、神奈中巴士往登戶方向在中央銀座商店街，神奈中巴士往淵野邊方向在登戶方向巴士站的對側。
向丘遊園站（川崎市交通局為「向丘遊園站前」）
- 溝06系統 - 往井田營業所前（日语：川崎市バス井田営業所）
- 登14系統 - 往向丘遊園站入口、往西菅團地
- 淵24系統 - 往淵野邊站北口、往登戶（登戶站）　※週日、假日僅早晨各一班
- 向10系統 - 往專修大學、專修大學9號館（2號乘車處） ※ 往9號館班次於平日8 - 10點運行
- 向11系統 - 往薊野站（1號乘車處）
- 向12系統 - 往聖瑪麗安娜醫科大學（日语：聖マリアンナ医科大学）（1號乘車處）
- 向13系統 - 往明大正門前（3號乘車處）
- 無編號 - 往生田折返場 （3號乘車處） ※僅白天1班
- 無編號 - 往登戶營業所（日语：小田急バス登戸営業所）（3號乘車處）

### 南口
- 專修大學生田校區（步行14分）
- 明治大學生田校區（步行20分）
- 生田綠地（日语：生田緑地）
  - 川崎市岡本太郎美術館
  - 川崎市立日本民家園（日语：日本民家園）
  - 川崎市立青少年科學館
  - 川崎市藤子·F·不二雄博物館
- 大榮向丘店（日语：ダイエー向ヶ丘店）（步行3分）
- SUPER LIFE（日语：ライフコーポレーション）
- 瑞穗銀行向丘支店
- 川崎綠地生田國際高爾夫球場
- 神奈川縣道·東京都道9號川崎府中線（日语：神奈川県道・東京都道9号川崎府中線）（府中街道）

#### 巴士路線
站前圓環可搭乘川崎市交通局（川崎市巴士）、東急巴士路線。
向丘遊園站南口
溝06、登14系統的登戶站發車班次可在「向丘遊園站入口」（大榮前，本站步行3分）乘車。
往溝口站的溝06系統、溝19系統雖都在5號乘車處發車，但路線與終點不同。
- 5號乘車處
- 溝06系統 - 往井田營業所前（日语：川崎市バス井田営業所）、往第三京濱入口（僅數班）、往溝口站（川崎市巴士）
  - 數班行經登戶站。
- 登14系統 - 往西菅團地（川崎市巴士）
  - 9點至16點與17點前半班次因行經登戶站，在向丘遊園站入口巴士站乘車。
- 溝19系統 - 往溝口站南口（川崎市巴士）
  - 行經生田綠地入口
- 向01系統 - 往梶谷站（東急巴士）
  - 僅向01在剪票口外的巴士站發車。
- 向02系統 - 往二子玉川站（東急巴士）
  - 含末班車在內的22點班次與周六日19點後半之後的班次，止於高津營業所。
    - 只有多摩區役所、登戶站往向丘遊園站入口單一方向。
- 6號乘車處
  - 向01系統 - 往梶谷站（東急巴士）
  - た83系統 - 往多摩廣場站（川崎市巴士、東急巴士）
    - 經鴛鴦沼、川崎西部地域療育中心前、犬藏小學校前至多摩廣場站約6.3公里的路線。僅在午間時段運行。

## 多摩急行問題
- 神奈川縣鐵道輸送力增強促進會議的2006年度小田急電鐵請願書中提出讓多摩急行停靠本站。對此，小田急電鐵表示急行已連續停靠登戶站與本站，為確保多摩急行的速達性不停靠本站[9][注 4]。但2016年3月26日改點後，多摩急行的營運時間帶縮短，取而代之的是午間時段的千代田線 - 唐木田急行班次。

## 其他
- 登戶側的平交道是複複線的起終點，本站停車的列車須等待平交道前方信號切換才能通過，是遮斷時間很長的打不開的平交道（日语：開かずの踏切）。

## 相鄰車站
小田急電鐵
 小田原線
■快速急行
通過
□通勤急行（平日早晨上行）
成城學園前（OH 14） ← 向丘遊園（OH 19） ← 新百合丘（OH 23）
■急行
登戶（OH 18）－向丘遊園（OH 19）－新百合丘（OH 23）
□通勤準急、■準急、■各站停車（通勤準急僅平日早晨上行、準急本站以南僅平日夜間下行）
登戶（OH 18）－向丘遊園（OH 19）－生田（OH 20）

### 曾經存在的路線
向丘遊園單軌線（廢線）
向丘遊園－向丘遊園正門

### 利用狀況
神奈川縣縣勢要覧
1. ↑  線区別駅別乗車人員（1日平均）の推移 （页面存档备份，存于） - 21ページ
2. ↑  神奈川県県勢要覧（平成12年度）- 223ページ
3. 1 2  神奈川県県勢要覧（平成13年度）PDF - 225ページ
4. ↑  神奈川県県勢要覧（平成14年度）PDF - 223ページ
5. ↑  神奈川県県勢要覧（平成15年度）PDF - 223ページ
6. ↑  神奈川県県勢要覧（平成16年度）PDF - 223ページ
7. ↑  神奈川県県勢要覧（平成17年度）PDF - 225ページ
8. ↑  神奈川県県勢要覧（平成18年度）PDF - 225ページ
9. ↑  神奈川県県勢要覧（平成19年度）PDF - 227ページ
10. ↑  神奈川県県勢要覧（平成20年度）PDF - 231ページ
11. ↑  神奈川県県勢要覧（平成21年度）PDF - 241ページ
12. ↑  神奈川県県勢要覧（平成22年度）PDF - 239ページ
13. ↑  神奈川県県勢要覧（平成23年度）PDF - 239ページ
14. ↑  神奈川県県勢要覧（平成24年度）PDF - 235ページ
15. ↑  神奈川県県勢要覧（平成25年度）PDF - 237ページ
16. ↑  神奈川県県勢要覧（平成26年度）PDF - 239ページ
17. ↑  神奈川県県勢要覧（平成27年度）PDF - 239ページ
18. ↑  神奈川県県勢要覧（平成28年度）PDF - 247ページ
19. ↑  神奈川県県勢要覧（平成29年度）PDF - 239ページ

## 外部連結
- 向丘遊園 - 小田急電鐵